# Feeling This
Feeling This is een nummer van de Amerikaanse punkrockband Blink-182 uit 2004. Het is de eerste single van hun titelloze vijfde studioalbum.
Met de eerste single van hun nieuwe album slaan de heren van Blink-182 een serieuzere weg in de punkrock in. Het levert ze complimenten op uit alle hoeken en gaten van radioland, van de liefhebbers van hits tot de liefhebbers van alternatieve gitaarmuziek. 